# Řeřišnice bahenní
Řeřišnice bahenní (Cardamine dentata) je vlhkomilná rostlina, druh rodu řeřišnice. Patří do složitého komplexu řeřišnice luční Cardamine pratensis agg. ze které byla z pozice poddruhu vydělena do samostatného druhu.

## Rozšíření
Druh je v Evropě rozšířen hlavně v severozápadních a středoevropských zemích odkud zasahuje východním směrem přes Rusko a Sibiř až na Kamčatku a Kurilské ostrovy na Dálném východě.
Je to rostlina žádající dostatek vláhy a proto roste nejčastěji v lužních lesích, na okrajích stojatých vod, na zamokřených loukách, ve vodních příkopech a na dalších bažinatých místech.

## Popis
Vytrvalá rostlina, obvykle s jedinou lodyhou vysokou 30 až 50 cm, rostoucí z krátkého nevětveného oddenku. Listy v přízemní růžici jsou lichozpeřené se třemi až dvanácti páry řapíkatých okrouhlých nebo široce vejčitých celokrajných lístků a s větším koncovým ledvinovitého tvaru, mladší listy jsou porostlé chlupy které postupně odpadávají. Přímá, nevětvená a lysá lodyha mívá pět až dvanáct lichozpeřených listů se třemi až deseti páry (a koncovým větším) eliptických nebo obvejčitých lístků po obvodě nepravidelně zubatých a někdy zvlněných, tyto lístky často i s řapíkem opadávají.
Čtyřčetné květy na stopkách jsou uspořádány do hroznu. Kališní lístky jsou asi 5 mm dlouhé. Bílé až světle červenofialové obvejčité korunní lístky mívající krátký nehtík a jsou dlouhé 14 mm a široké 9 mm. Čtyři delší tyčinky (asi 6 mm) a dvě kratší (asi 4 mm) nesou žluté prašníky, čnělka má širokou půlkulatou bliznu. Kvetou v květnu a červnu, opyluje je létající hmyz. Plody jsou vzpřímené nebo šikmo odstávající šešule dlouhé 30 až 50 mm a široké do 1,5 mm.

## Hybridizace
Řeřišnice bahenní je vysoce polyploidní taxon s chromozomovými čísly 2n = 68, 72, 76 a 78. Vytváří hlavně s řeřišnicí luční časté hybridy a protože oba rodičovské druhy jsou variabilní nelze často podle vzhledu spolehlivě určit, zda se jedná o hybrid nebo o pouhou variabilitu jednoho z rodičů.

## Ohrožení
V souvislosti se snižováním rozlohy neúrodných zamokřených luk a bažin melioracemi a zarůstání zbylých ploch mnohem agresivnějšími rostlinami se zmenšuje i životní prostor pro řeřišnici bahenní, v České republice se její populace stává stále méně početnější. Byla proto v "Červeném seznamu cévnatých rostlin České republiky z roku 2012" zařazena do kategorie ohrožených druhů (C3), zákonem chráněna není.